# 杰西·萊文
杰西·萊文（英語：Jesse Levine，1987年10月15日—），美國職業網球運動員。於2007年轉為職業選手。迄今職業生涯最高排名第95位，於2008年9月22日創出。迄今已獲得兩項賽事冠軍。

## 外部連結
- 杰西·萊文（英文/西班牙文）的官方資料
- 杰西·萊文的國際網球總會 職業／青少年 官方資料（英文）
- 杰西·萊文的官方資料（英文）
- 杰西·萊文的X（前Twitter）